# Rallina
Genre
Rallina est un genre d'oiseaux de la famille des Rallidae. Le Congrès ornithologique international y place quatre espèces mais quatre autres râles que le COI place dans le genre Rallicula sont souvent inclus dans ce genre.

## Liste d'espèces
Selon la classification de référence du Congrès ornithologique international (version 2.8, 2011) :
- Rallina tricolor G. R. Gray, 1858 – Râle tricolore
- Rallina canningi (Blyth, 1863) – Râle des Andaman
- Rallina fasciata (Raffles, 1822) – Râle barré
- Rallina eurizonoides (Lafresnaye, 1845) – Râle de forêt